# Parque de La Arboleda (Soria)
El parque de La Arboleda, es un parque público situado en la ciudad de Soria (Castilla y León, España). Es uno de los jardines históricos de la ciudad de Soria, de pequeño tamaño y localizado junto al colegio de La Arboleda y lo que fue antiguo matadero municipal. 

## Historia
Hay quien ha querido ver el origen de este jardín en la dehesa llamada Serena, heredad donada por Beatriz Beaumont junto a sus casas para establecer el convento del Carmen. Sin embargo, el convento recibía sus rentas de una parte de las "yerbas" de la dehesa de la Serena, heredad localizada en Extremadura y recibida por Beatriz Beaumont a la muerte de su marido Juan Alonso de Vinuesa, pariente de Francisca del Santísimo Sacramento. La confusión viene motivada por la cercanía del convento, localizado justo en frente, e incluso se le ha dedicado la calle denominada Cuesta de la dehesa de la Serena, que rodea el parque.
El jardín debió realizarse a finales del siglo XIX ya que en el plano catastral de 1868 no aparece y en fotografías de principios del siglo XX ya se refleja la frondosa arboleda. En 1934 se construyó el edificio destinado a Escuelas Públicas al que se dio el nombre de Manuel Velasco generando un gran talud al norte del jardín. Aquel mismo año se incendió el colegio San Saturio de la plaza de Bernardo Robles pasando a denominarse los dos centros como colegio San Saturio en 1936, continuando con esta denominación hasta 1972, en que cada uno pasa a denominarse de una manera diferente: La Arboleda (antiguo Manuel Blasco) y San Saturio (plaza de Bernardo Robles).

## Descripción
El parque se dispone a base de parterres y plataformas que salvan el desnivel del terreno. Se encuentra rodeado por una verja sobre un muro de arenisca y dispone de entradas flanqueadas por columnas rematadas con pináculos. El fuerte desnivel que existe entre el colegio de La Arboleda y el jardín se salva mediante un talud al que se accede por una escalinata ornamental de doble rampa en cuyo frente se encuentra la fuente de La Arboleda.